# Narkotikahandel

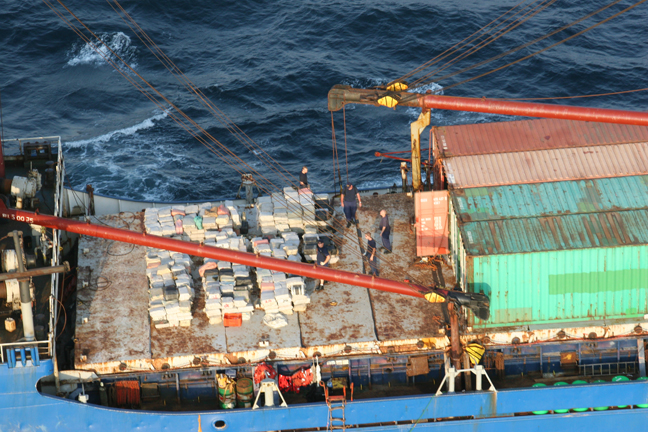
Det största beslaget av kokain under USA:s kustbevaknings historia (20 ton) utanför Panama.

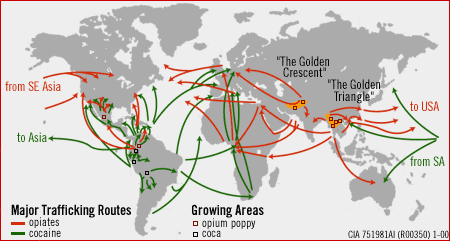
CIA-karta över internationella illegala drogförbindelser (2009)

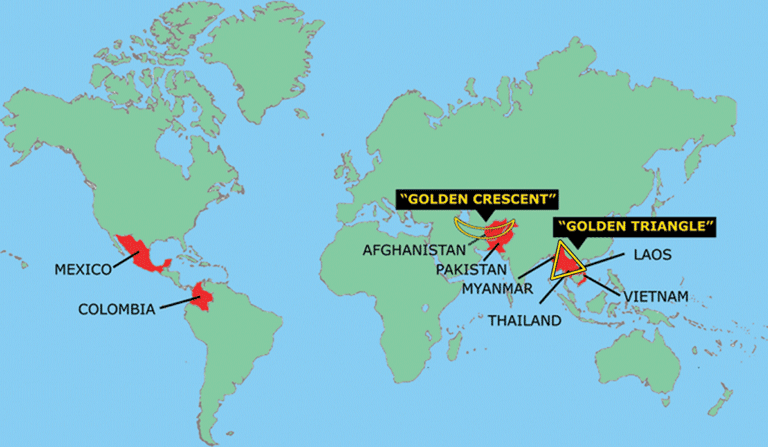
De viktigaste heroinproducerande länderna i världen (färgade i rött)

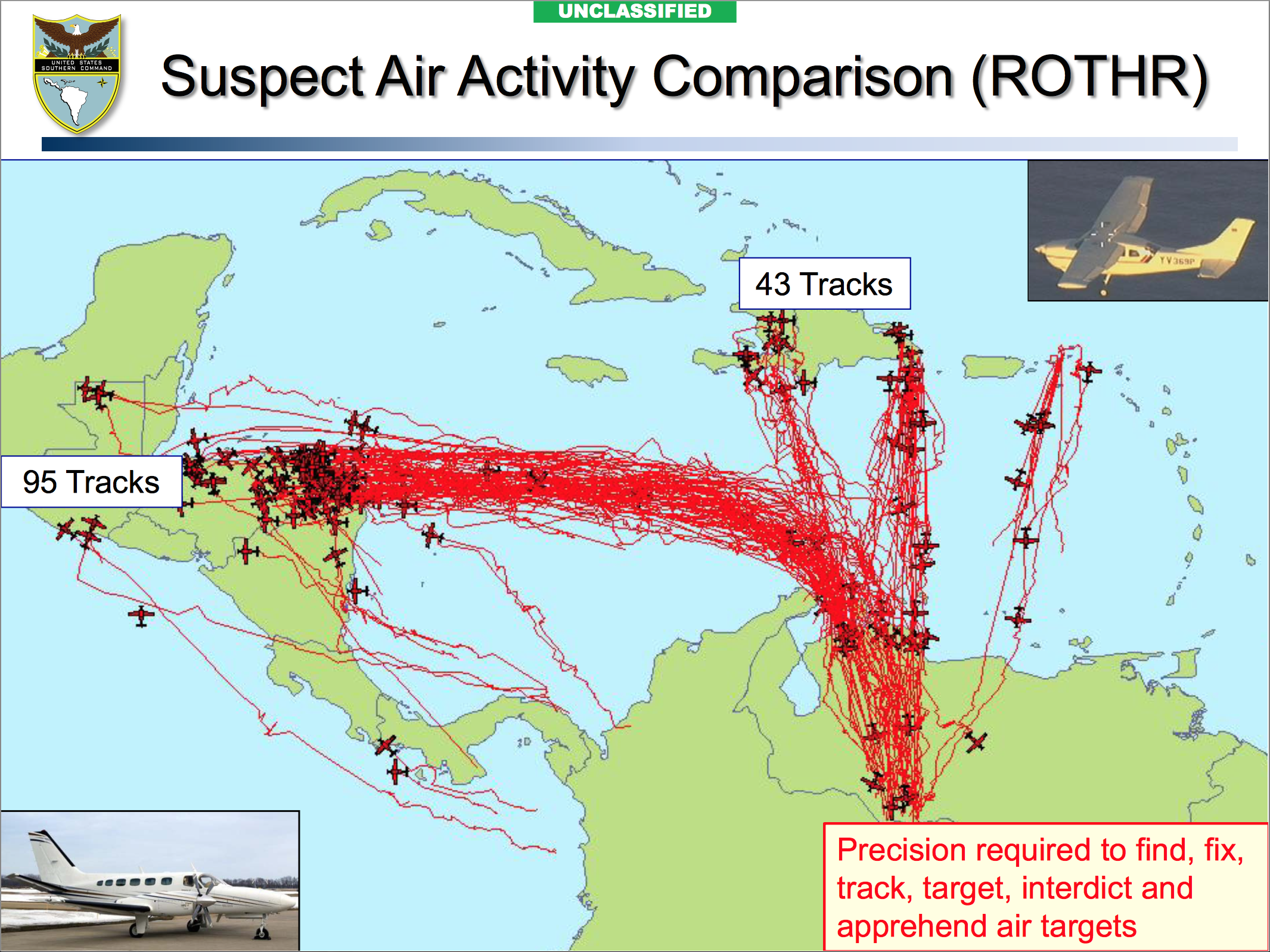
Narkotikasmuggling flygvägar övervakade av US Southern Command

Narkotikahandel eller droghandel är en global svart marknad som omfattar odling, framställning, distribution och försäljning av illegala substanser. Vissa droger, till exempel alkohol och tobak är utanför den kategorisering av illegala droger som innefattas av begreppet narkotika. Storleken på de drogkarteller som står för den illegala narkotikahandeln kan variera stort, beroende på de vinster som kan tas ut i produktions- och distributionskedjans olika steg. Distributionskedjan består av allt ifrån mindre knarklangare, som kan vara droganvändare själva, via gatugäng och andra mellanhänder till enorma multinationella organisationer.